# ITunes Festival: London 2010 (Ellie Goulding)
iTunes Festival: London 2010 è un EP dal vivo della cantante britannica Ellie Goulding, pubblicato il 15 luglio 2010 sotto l'etichetta Polydor Records. Contiene sei performance live della cantante.

## Tracce
1. Lights (Live) – 5:18
2. This Love (Will Be Your Downfall (Live) – 3:59
3. The Writer (Live) – 4:09
4. Guns and Horses (Live) – 3:42
5. Salt Skin (Live) – 5:10
6. Starry Eyed (Live) – 3:48